# Muraszentmária
Muraszentmária (horvátul: Sveta Marija, korábban Sveta Marija na Muri) falu és község Horvátországban Muraköz megyében.

## Fekvése
Csáktornyától 25 km-re, Perlaktól 10 km-re keletre a Dráva bal partján fekszik. Muraszentmárián kívül Alsómihályfalva tartozik még a községhez.

## Története
A települést 1334-ben a Zágrábi egyházmegye oklevelében a Mura és a Dráva közötti plébániák felsorolásában említik először, hogy Szentmária Alsódomboru, Alsómihályfalva falvakkal, valamint Kotor és Légrád várakkal együtt a muravidi Szent Vid plébániához tartozik. I. Lajos király 1350-ben Muraközzel együtt Lackfi István erdélyi vajdának adományozta, aki 1351-től a horvát-szlavón-dalmát báni címet viselte. Miután a Lackfiak kegyvesztettek lettek az uradalmat 1397-ben a Kanizsaiak kapták meg, akik Zsigmond király hívei voltak, de már 1405-ben elvették tőlük.
1437 után a Cilleieké, majd a Cilleiek többi birtokával együtt Vitovec János horvát bán szerezte meg, de örökösei elveszítették. Az 1467-es összeírásban Szentmária "Altarczen" néven szerepel, melyet Hadrovics László a kaj horvát "altar", azaz oltár szóból származtat. 1477-ben Hunyadi Mátyás Ernuszt János budai nagykereskedőnek és bankárnak adományozta, aki megkapta a horvát báni címet is. 1478-ban a települést Csáktornya tartozékai között "Drusilowecz" néven Szent Vid (a mai Muravid) szomszédjaként említik és e néven szerepel az 1716-os egyházi vizitációban is. Ugyanez az oklevél a mai település másik részét „Allterczen” néven említi. 1540-ben a csáktornyai Ernusztok kihalása után az uradalom rövid ideig a Keglevich családé, 1546-ban a későbbi szigetvári hős Zrínyi Miklósé lett.
A Zrínyiek korában 1638-ban két települést, Altareczet és Szent Máriát együtt már Szent Mária néven említik. Amikor Zrínyi IV. György áttért a protestáns hitre a csáktornyai uradalomban betiltotta a katolikus istentiszteletet és a protestánsok károkat okoztak a katolikus templomokban. Ezzel kapcsolatban Josip Bedeković pálos atya 1752-ben írt "Natale solum magni ecclesiae doctoris sancti Hieronymi Stridonis occultatum" című művében megemlíti, hogy Szent Mária temploma nagyon régi és a Szűzanya tiszteletére van szentelve. Benne található a Szűzanya messze földön híres csodatevő képe, melyet a protestánsok megszentségtelenítettek. A Zrínyiek 1691-ig voltak a település urai. Ezután a kincstáré lett. 1719-ben a király szolgálatai jutalmául elajándékozta Althan Mihály János cseh nemesnek. 1791-ben gróf Festetics György vásárolta meg és ezután 132 évig a tolnai Festeticsek birtoka volt.
Vályi András szerint " SZENT MÁRIA. Horvát falu Szala Várm. földes Ura Gr. Althán Uraság, lakosai katolikusok; határja meglehetős.  " 
1910-ben 2335, túlnyomórészt horvát lakosa volt. 1920-ig Zala vármegye Perlaki járásának része.
Ezt követően a település a Szerb–Horvát–Szlovén Királysághoz, majd  1929-től Jugoszláviához tartozott. 1941 és 1944 között visszakerült Magyarországhoz, majd újra Jugoszlávia része lett. 1990-től a független Horvátországhoz tartozik. Muraszentmária csak 1997-ben lett önálló község, addig Kotorhoz tartozott. 2001-ben a községnek 2433, Muraszentmária falunak 1690 lakosa volt.

## Nevezetességei
- A Nagyboldogasszony tiszteletére szentelt római katolikus temploma[4] középkori eredetű. Elődje a Szűzanya tiszteletére szentelt kápolna volt, melynek helyére 1782-ben építették fel a mai késő barokk templomot. Tornya 1795 és 1806 között épült.1789-ig a muravidi Szent Vid plébánia filiája volt, ekkor önálló plébániatemplom lett. A hat oltár és a szószék késő barokk. A főoltárba komponált nagy barokk szobor a domonkosok ptuji kolostorából származik. Későgótikus nagyméretű orgonája 1869-ben készült L. Ebner műhelyében. A templomot 1910-ben olasz festők festették ki, Giovanni Berti udinei mester vezetésével. A templom mellett a Sátánon győzelmet arató Szűzanya kora barokk oszlopa áll. A  templomot kis park övezi, ahol padok nyújtanak pihenést a zarándokoknak.